# Yukio Tsuda
Yukio Tsuda (Kōbe, Prefectura de Hyōgo, 15 d'agost de 1917 - 17 d'abril de 1979) fou un futbolista japonès que disputà quatre partits amb la selecció japonesa.